# Bolesław Kuźmiński

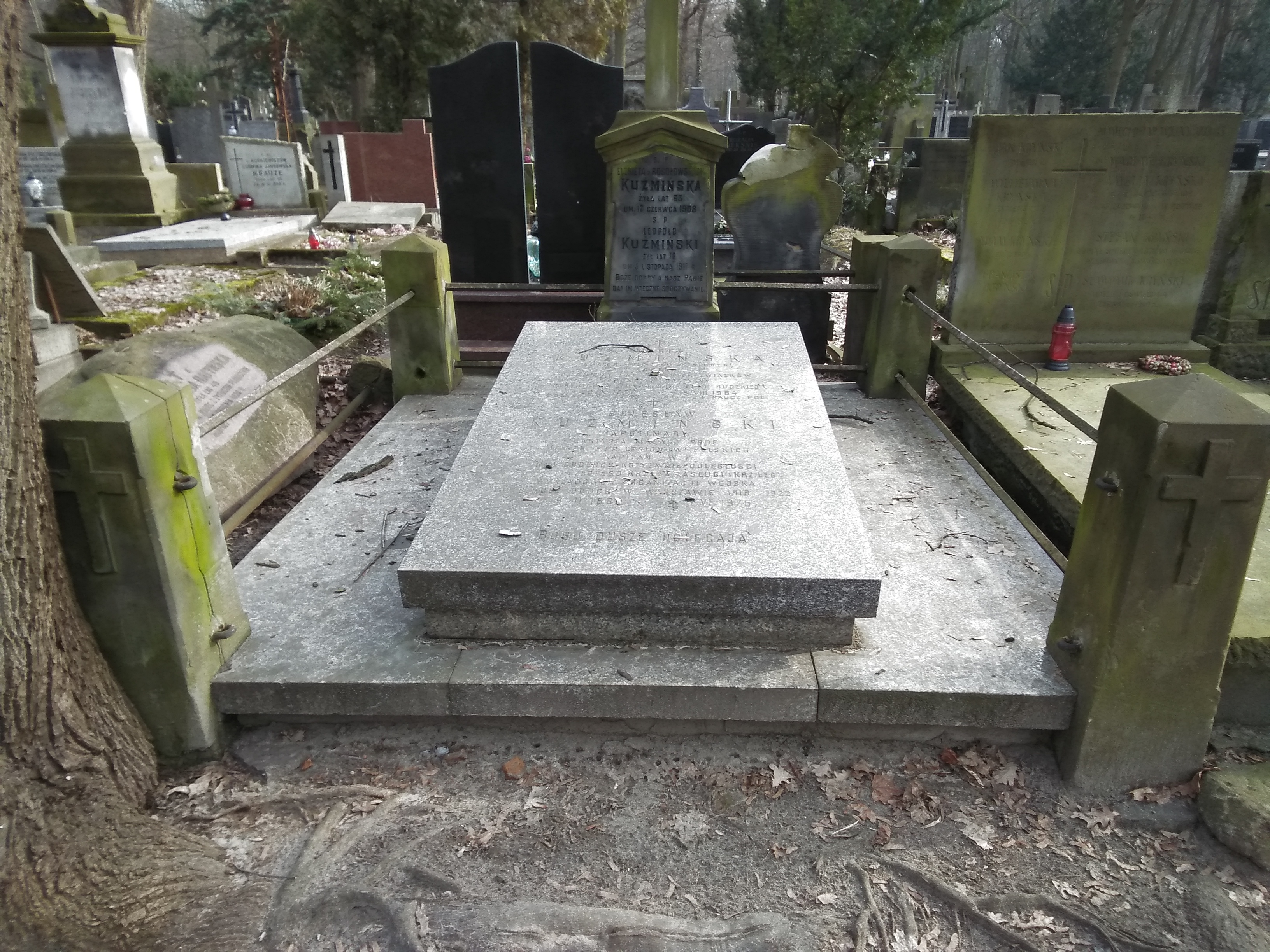
Grób Bolesława Kuźmińskiego na cmentarzu Powązkowskim w Warszawie

Bolesław Apolinary Kuźmiński (ur. 9 lutego 1880 w Warszawie, zm. 5 czerwca 1976 tamże) – polski malarz, pedagog, kapitan Wojska Polskiego.

## Życiorys
Syn Leopolda i Elżbiety z Rosołowskich. Ukończył gimnazjum  Warszawie i Akademię Sztuk Pięknych w Krakowie (z medalem srebrnym). Studiował także w Petersburgu, Wiedniu, Monachium i Paryżu. 
Przed I wojną światową wykładał w prywatnym gimnazjum i na kursach nauczycielskich. W październiku 1914 wstąpił do Legionów, do listopada 1915 był szeregowym żołnierzem. Następnie awansował i został przeniesiony do Departamentu Wojskowego Naczelnego Komitetu Narodowego. Ukończył Kurs Wyszkolenia Piechoty nr 4 w Szkole Podchorążych Rezerwy Piechoty w Zambrowie i Centralną Szkołę Podoficerów Zawodowych Sanitarnych w Przemyślu. Podczas służby najwyższym stopniem jaki osiągnął był starszy major. Wykładał w Szkole Podchorążych Piechoty w Warszawie.
Po przejściu do rezerwy założył Szkołę Sztuk Pięknych, którą podczas II wojny światowej prowadził w konspiracji organizując tajne komplety.
Twórczość Bolesława Kuźmińskiego obejmuje malarstwo krajobrazowe (pejzaże) i portretowe, stworzył serię obrazów zatytułowaną „Wybitni Polacy”.
Spoczywa na cmentarzu Powązkowskim w Warszawie (kwatera 292-6-22,23).

## Ordery i odznaczenia
- Krzyż Niepodległości (25 lipca 1933)[3]
- Złoty Krzyż Zasługi[1]
- Medal Pamiątkowy za Wojnę 1918–1921[1]